# Yanagihara Naruko
Yanagihara Naruko (柳原愛子), aussi connue sous le nom Sawarabi no Tsubone (26 juin 1859 – 16 octobre 1943) est une dame de compagnie de la Maison impériale du Japon. Concubine de l'empereur Meiji, elle est la mère de l'empereur Taishō et la dernière concubine à avoir donné naissance à un empereur régnant du Japon.

## Biographie
Yanagihara Naruko naît à Kyoto, deuxième fille du chambellan impérial Yanagihara Mitsunaru, membre du clan Fujiwara et titulaire du rang de  chūnagon de la Maison impériale. Son frère ainé, Yanagihara Sakimitsu (4 mai 1850 - 2 septembre 1894), prend part à la guerre de Boshin du côté des forces impériales et en conséquence est nommé lieutenant Gouverneur de la région de Tōkaidō et plus tard gouverneur de la préfecture de Yamanashi. Entré au service diplomatique après la Restauration, il signe le Traité d'amitié sino-japonais après la première guerre sino-japonaise, est fait comte puis est nommé conseiller privé et participe à la rédaction de la loi de la Maison impériale avant sa mort à l'âge de 45 ans.
De son vivant, Dame Naruko est décrite comme intelligente, gracieuse et douce, admirée par toutes dans le harem. Elle est connue comme excellente poétesse et calligraphe. Elle rejoint la Maison impériale en 1870 en tant que dame de compagnie de l'impératrice douairière Eishō puis est nommée gon no tenji (dame d'atours) le 20 février 1873. 
Le 21 janvier 1875, elle donne naissance à son premier enfant, Shigeko, la princesse Ume, au palais d'Aoyama, mais la princesse meurt de méningite l'année suivante, le 8 juin 1876. Le 23 septembre 1877, elle donne naissance à Yukihito, prince Take, également décédé de méningite avant son premier anniversaire, le 26 juillet 1878. Le 31 août 1879, elle donne naissance à son troisième enfant et le seul à atteindre l'âge adulte, le futur empereur Taishō. La longue et extrêmement difficile naissance affecte la santé de dame Naruko qui crie et hurle tout au long de la délivrance. Le 6 septembre, l'empereur nomme son fils Yoshihito et lui accorde plus tard le titre de prince Haru. En raison de l'accouchement difficile, Dame Naruko ne recouvre pas la santé avant un certain temps. Comme son fils a contracté la méningite peu de temps après sa naissance, on craint pour sa vie jusqu'à ce qu'il récupère finalement à la fin du mois de décembre. En raison de sa santé délicate après la naissance de son fils, elle n'est jamais plus concubine de l'empereur.
En 1902, elle est officiellement nommée dame de compagnie impériale. Dans ses dernières années, elle se voit conférer plusieurs honneurs prestigieux en reconnaissance d'avoir continué la ligne impériale, malgré une tendance à la blâmer pour la santé mentale en constante détérioration de son fils. Cependant, elle est autorisée à être présente au lit de mort de celui-ci en décembre 1926.
Dame Naruko meurt le 16 octobre 1943 âgée de 84 ans, sous le règne de son petit-fils Hirohito après avoir survécu à son fils par près de deux décennies. Elle est enterrée au Yūten-ji à Tokyo.

## Honneurs
- Grand Cordon de l'ordre du Trésor sacré (10 mai 1925)
- Grand Cordon de l'Ordre de la Couronne précieuse (11 février 1940)

### Ordre de précédence
- Troisième rang (juillet 1913)
- Deuxième rang (1er décembre 1915)
- Premier rang (16 octobre 1943 ; posthume)

## Source de la traduction
- (en) Cet article est partiellement ou en totalité issu de l’article de Wikipédia en anglais intitulé « Yanagihara Naruko » (voir la liste des auteurs).